# دونا فلور و دو شوهرش
دونا فلور و دو شوهرش (به انگلیسی: Dona Flor and Her Two Husbands) (به پرتغالی: Dona Flor e Seus Dois Maridos) فیلمی کمدی ساخته سال ۱۹۷۶ به کارگردانی برونو بارتو می‌باشد.

## تاریخچه
این فیلم براساس رمانی به همین نام نوشته ژورژه آمادو، در دهه ۱۹۴۰ باهیا ساخته شده‌است. در این فیلم سونیا براگا، خوزه ویلکر و مائورو مندونکا در نقش‌های اصلی بازی می‌کنند. فیلمنامه توسط بارتو، ادواردو کوتینیو و لئوپولدو سران از کتاب اقتباس شده‌است.
وقتی به روی پرده رفت، دونا فلور موفق‌ترین فیلم در تاریخ برزیل شد. فروش گیشه آن برای ۲۵ سال در برزیل تا سال ۲۰۱۰ رکورد دار بود تا توسط فیلمهای نخبگان پیراهن: دشمن درون شکسته شد. در سطح بین‌المللی، دونا فلور نامزد دریافت جایزه گلدن گلوب و جایزه BAFTA شد.

## بازسازی
در سال ۱۹۸۲، این فیلم دوبار در آمریکا با عنوان مرا ببوس خداحافظ با بازیگری سالی فیلد، جیمز کان و جف بریج در نقش‌های اصلی ساخته و منتشر شد.

## داستان فیلم
وادینیو (جوزه ویلکر)، شوهر بی‌مبالات فلور، هنگام رقصیدن در یک کارناوال خیابانی مرده‌است. فقط فلور (سونیا براگا) پس از مرگش ابراز پشیمانی می‌کند. دوستان و خانواده فلور، مرگ وادینیو را فرصتی برای فلور می‌دانند تا بعد از بدبختی‌هایی که از دست شوهرش داشته خوشبخت شود اما با ازدواج مجدد متوجه می‌شود همسرش آدم بی بند و باری است و بعد از جدایی مجدداً با یک داروساز آشنا و ازدواج می‌نماید که بسیار مهربان است اما در تخت خواب کارش خوب نیست فلور آرزو می‌کند شوهر اولش از آن دنیا برگردد و همین‌طور می‌شود. البته تنها فلور می‌تواند او را ببیند پس در تخت خواب با هر دو شوهر قدیمی و جدید به آرزوی جنسی خود می‌رسد.

## جوایز و نامزدها
جوایز فیلم BAFTA
- بهترین پیشرو تازه‌وارد – سونیا براگا (نامزد)

## جوایز گلدن گلوب
- بهترین فیلم خارجی زبان (نامزد)

## جشنواره فیلم گرامادو
- بهترین فیلم – برونو بارتو (نامزد)
- بهترین کارگردان – برونو بارتو (برنده)
- بهترین موسیقی فیلم – فرانسیس هوم (برنده)
- جایزه ویژه هیئت داوران – آنیسیو مدئیروس، طراح تولید (برنده)